# 北杜街道
北杜街道，是中华人民共和国陕西省咸陽市渭城区下辖的一个街道办事处。
2015年，陕西省民政厅批复同意撤销北杜镇，设立北杜街道办事处。

## 行政区划
北杜街道下辖以下地区：
成任村、南杜村、靳里村、边方村、邓村、南朱刘村、西刘村、北朱村、北里村、齐村、龙岩村、杨寨村和北杜村。